# Hypopyra pallida
Hypopyra pallida là một loài bướm đêm trong họ Erebidae.